# Friedrich August Weber
Friedrich August Weber (* 24. Januar 1753 in Heilbronn; † 21. Januar 1806 ebenda) war Stadtarzt, Schriftsteller und Komponist.

## Biografie
Weber wurde in Heilbronn als Sohn des Stadtarztes Christian Friedrich Gottlieb Weber (1727–1770) geboren. Sein musikalisches Interesse wurde bereits in jungen Jahren durch die in Heilbronn gastierenden Harfenmeister Widmann und Saueracker aus Augsburg geweckt, worauf Webers Vater den Jungen zur Singstunde und zu einem Klavierlehrer schickte. Aufgrund einer Halsentzündung musste er im achten Lebensjahr den Gesang zunächst aufgeben und widmete sich fortan dem Klavier und der Geige, die er nach einer lapidaren Unterweisung autodidaktisch erlernte. Im Alter von zehn Jahren komponierte er erste einstimmige Sätze, im Folgejahr bereits eine achtstimmige Sinfonie. 1764 erhielt er Geigenunterricht durch den österreichischen Virtuosen Joseph Karl Pirker (1700–1786), der sich zu dieser Zeit für drei Monate in Heilbronn aufhielt. Pirkers Frau, die Sopranistin Marianne Pirker († 1782), soll großen Einfluss auf den jungen Weber ausgeübt haben.
Nach dem Besuch des Heilbronner Gymnasiums begann er ein Studium der Medizin an der Universität Jena. 1773 wechselte er nach Göttingen, wo er sein Arztexamen bestand und durch die Übersetzung eines englischen Werks über die Entzündungstheorie den Doktorgrad erlangte. Anschließend kehrte er 1774 nach Heilbronn zurück, wo er zunächst als Arzt praktizierte und nebenbei als Violinist bei einigen Operettenaufführungen mitwirkte. Er publizierte Beiträge im Heilbronner Wochenblatt, gab 1775/76 eine eigene medizinische Monatsschrift heraus und wirkte an einem 21-bändigen Werk zur Naturgeschichte mit.
Im Dezember 1777 ging er nach Bern, wo er sich eine Anstellung als Stadtarzt erhoffte. Diese Hoffnung erfüllte sich zwar nicht, jedoch traf er während seines knapp vierjährigen Aufenthaltes in Bern Musiker und Komponisten wie Michael Esser, Gaetano Pugnani, Antonio Bartolomeo Bruni und Giovanni Battista Viotti. In Bern trat er bei Konzerten als Sänger oder Violinist auf und wirkte als Tonsetzer und Bearbeiter von Kompositionen. Nachdem er als Arzt in Bern beruflich nicht Fuß fassen konnte, kehrte er im August 1781 nach Heilbronn zurück.
1782 heiratete er Maria Margareta Ammermüller († 1801), eine Pfarrerstochter aus Tübingen. Gemeinsam hatten sie drei Töchter, von denen jedoch zwei noch in jungen Jahren starben.
1785 wurde Weber dritter Stadtarzt in Heilbronn, wo er künftig an der Seite von Eberhard Gmelin arbeitete und wie dieser dem Heilmagnetismus anhing. 1792 rückte er auf die zweite Stadtarztstelle vor. Nach dem Übergang der Reichsstadt Heilbronn an Württemberg im Jahr 1803 wurde er wie der 1801 als dritter Stadtarzt hinzugekommene Christian Johann Klett Landvogteiarzt und später Oberamtsphysikus, während Gmelin sein Amt niederlegte.
Weber soll zeitlebens komponiert und publiziert haben. Die Aufzählung der von ihm verfassten Schriften in Gradmanns Schriftstellerlexikon Das gelehrte Schwaben umfasste neun Seiten, seine Kompositionen (Sinfonien, Konzerte, Oratorien, Operetten) nahmen in Gerbers Künstlerlexikon drei Spalten ein. 1802 wurde er als „bedeutender Arzt und vielgelesener Schriftsteller“ ehrenhalber in die Vaterländische Gesellschaft der Ärzte und Naturforscher Schwabens aufgenommen.
Als bei den Truppendurchzügen im Zuge der Napoleonischen Kriege französische Truppen im Herbst 1805 den Typhus nach Heilbronn einschleppten, infizierte sich auch Weber, der als Arzt Kontakt mit den Kranken hatte. Die Infektion war tödlich. Weber verstarb im Alter von knapp 53 Jahren im Januar 1806.

## Werke (Auswahl)
- Lebensordnung für Gesunde und Kranke. Heidelberg : Pfähler, 1786. Digitalisat der Universitäts- und Landesbibliothek Düsseldorf.
- Medizinische Vernunftlehre, 1796.
- F. A. Webers kleine Reisen, 1802.
- Onomatologia Medico-Practica: Encyklopädisches Handbuch für ausübende Aerzte in alphabetischer Ordnung. (4 Bände 1783–1786, als Herausgeber).

Digitalisate der Bayerischen Staatsbibliothek: Band 1, Band 2, Band 3, Band 4.